# Borys Krušyns'kyj
Borys Mykolajovyč Krušyns'kyj (in ucraino Борис Миколайович Крушинський?; Sadkovyči, 10 maggio 2002) è un calciatore ucraino, difensore del Polіssja Žytomyr.

## Carriera
Cresciuto nel settore giovanile del L'viv, debutta in prima squadra il 28 aprile 2021, in occasione dell'incontro di Prem"jer-liha pareggiato per 1-1 contro il Ruch L'viv. Realizza la sua prima rete in campionato il 10 novembre 2022, nell'incontro vinto per 2-1 contro il Ruch L'viv.

## Statistiche

### Presenze e reti nei club
Statistiche aggiornate al 27 novembre 2022.
| Stagione        | Squadra         | Campionato      | Campionato | Campionato | Coppe nazionali | Coppe nazionali | Coppe nazionali | Coppe continentali | Coppe continentali | Coppe continentali | Altre coppe | Altre coppe | Altre coppe | Totale | Totale |
| Stagione        | Squadra         | Comp            | Pres       | Reti       | Comp            | Pres            | Reti            | Comp               | Pres               | Reti               | Comp        | Pres        | Reti        | Pres   | Reti   |
| --------------- | --------------- | --------------- | ---------- | ---------- | --------------- | --------------- | --------------- | ------------------ | ------------------ | ------------------ | ----------- | ----------- | ----------- | ------ | ------ |
| 2020-2021       | L'viv           | PL              | 3          | 0          | CU              | 0               | 0               |                    | -                  | -                  |             | -           | -           | 3      | 0      |
| 2021-2022       | L'viv           | PL              | 12         | 0          | CU              | 2               | 0               |                    | -                  | -                  |             | -           | -           | 14     | 0      |
| 2022-2023       | L'viv           | PL              | 14         | 1          |                 | -               | -               |                    | -                  | -                  |             | -           | -           | 14     | 1      |
| Totale L'viv    | Totale L'viv    | Totale L'viv    | 29         | 1          |                 | 2               | 0               |                    | -                  | -                  |             | -           | -           | 31     | 1      |
| Totale carriera | Totale carriera | Totale carriera | 29         | 1          |                 | 2               | 0               |                    | -                  | -                  |             | -           | -           | 31     | 1      |